# Lobsang Jinpa (journaliste)
Pour les articles homonymes, voir Lobsang Jinpa (homonymie).
Lobsang Jinpa ((tibétain : བློ་བཟང་སྦྱིན་པ, Wylie : blo bzang sbyin pa) 1967- ) est un journaliste, moine tibétain exilé en Inde et rédacteur en chef du mensuel tibétain Sheja.

## Biographie
Lobsang Jinpa est né en 1967 au village de Jakte dans la région de Shigatsé. Son père est fermier, et avec ses 2 frères et sa sœur, plus jeunes que lui, il participe au travail de la terre et à la gestion du bétail.
Ayant été renvoyé de l'école primaire chinoise en 1979 pour avoir demandé à apprendre le tibétain, il apprit à écrire sa langue natale avec l'un de ses oncles.
En 1982, à 15 ans, il rejoint sans l'approbation officielle du gouvernement de la région autonome du Tibet le monastère de Séra où il poursuit son apprentissage de la langue tibétaine. Comme les quelque 200 moines que compte alors Séra, il doit travailler dans les champs de 8 h à 18 h pour gagner sa vie, retrouvant les autres moines pour les prières du matin et du soir, le repas de midi et les réunions d'endoctrinement communiste du soir.
Durant les cinq ans de sa vie au monastère, il prend conscience des atrocités commises par les autorités chinoises : tortures, séquestrations, atteinte à la culture et à la religion tibétaine, et prend le parti des militants tibétains.
Lors des visites des officiels de commissions des droits de l'homme, il remet une lettre discrètement dénonçant les atteintes aux droits de l'homme.
En 1987, 3 jours après l'exposé du Plan de paix en cinq points pour le Tibet par le 14e dalaï-lama le 21 septembre, 8 dissidents sont condamnés à la prison, 3 à mort, et un est exécuté en dehors du stade où se tient un rassemblement de masse organisé par les dirigeants de Lhassa. Le matin du 27 septembre, Lobsang Jinpa se réunit avec 3 moines dans sa chambre de Séra et ils décident de circambuler le Jokhang en scandant des slogans pour soutenir le plan du dalaï-lama. Près de 40 moines se joignent à eux, puis 200 Tibétains les suivent spontanément demandant la liberté du Tibet, le respect des droits de l'homme et exprimant leur soutien au dalaï-lama. Parmi eux, 27 moines sont arrêtés, matraqués et emprisonnés. La rumeur se répand que certains furent torturés à mort.
Le 1er octobre, Lobsang Jinpa qui échappa à la police est parmi les manifestants qui tournent autour du Jokhang avec qui il sera arrêté lors du 4e tour. Enfermé dans le poste de police, il est matraqué. Une foule de 3 000 Tibétains se presse devant le poste demandant la libération des manifestants. Des véhicules de police sont incendiés et des policiers armés tirent depuis les toits du poste sur la foule, faisant des morts et des blessés. Des touristes occidentaux présents, dont Steve Lehman et Robert Barnett sont témoins des violences et en informent le monde. Le docteur Blake Kerr, médecin venu faire de l'alpinisme, aide les blessés les plus graves. Des touristes dans la manifestation reçurent eux aussi des tirs de la police chinoise. Dix moines réussissent à entrer dans le poste de police et libèrent les prisonniers dont Lobsang Jinpa, inconscient car matraqué.
Il est caché pendant 8 mois par des familles de Lhassa, 42 au total. La police qui le recherche harcèle sa mère qui en est morte. Pendant ce temps, il écrit des articles pour la presse internationale pour témoigner et demander des enquêtes sur les droits de l'homme au Tibet.
Il obtient une nouvelle carte d'identité fournie par des partisans, ce qui l'aide à voyager et passer la frontière tibéto-népalaise. Il rejoint Katmandou puis Delhi, et arrive à Dharamsala en 1988. En novembre de cette année, il reçoit le Prix Reebok des droits de l'homme. Par la suite, il travaille au ministère des Affaires étrangères du gouvernement tibétain en exil à Dharamsala, devient rédacteur en chef de Sheja dans les années 2000.
La participation de Lobsang Jinpa aux manifestations de 1987 est décrite par Mary Craig dans Tears of Blood, Londres, 1992.
Il est engagé en politique, admire l'Institut Amnye Machen et les intellectuels de gauche de Dharamsala. Il est membre du Gu-Chu-Sum Mouvement du Tibet.
En 2008, il s'installe en Australie dans le cadre d'un programme humanitaire du gouvernement australien, et devient citoyen canadien en 2013.